# Tim Rex
Tim Rex (11 april 2004) is een Belgisch wielrenner. Zijn oudere broer Laurenz is ook wielrenner.

## Carrière
Als eerstejaars belofte werd Rex opgenomen in de opleidingsploeg van Intermarché-Circus-Wanty. Namens die ploeg werd hij onder meer achtste in de Eschborn-Frankfurt voor beloften en nam hij deel aan de Ronde van Italië voor beloften. In het voorjaar van zijn tweede seizoen bij de ploeg reed hij enkele wedstrijden namens de hoofdmacht, waarna hij in april achtste werd in de beloftenversie van Luik-Bastenaken-Luik. Begin juni won hij het bergklassement in de Vredeskoers en in augustus werd hij, vanuit de vroege vlucht, derde in de openingsetappe van de Ronde van de Toekomst.
In 2025 maakte Rex de overstap naar de opleidingsploeg van Visma | Lease a Bike. Medio mei werd hij tiende in het eindklassement van de Orlen Nations Grand Prix. Eind juli werd bekend dat hij per 2026 werd overgeheveld naar het WorldTeam, waar hij zijn eerste profcontract had getekend.

## Overwinningen
2024
Bergklassement Vredeskoers

## Ploegen
- 2023 –  Circus-ReUz-Technord
- 2024 –  Wanty-ReUz-Technord
- 2025 –  Team Visma | Lease a Bike Development